# Parafia Najświętszego Serca Pana Jezusa w Jaworznie-Byczynie

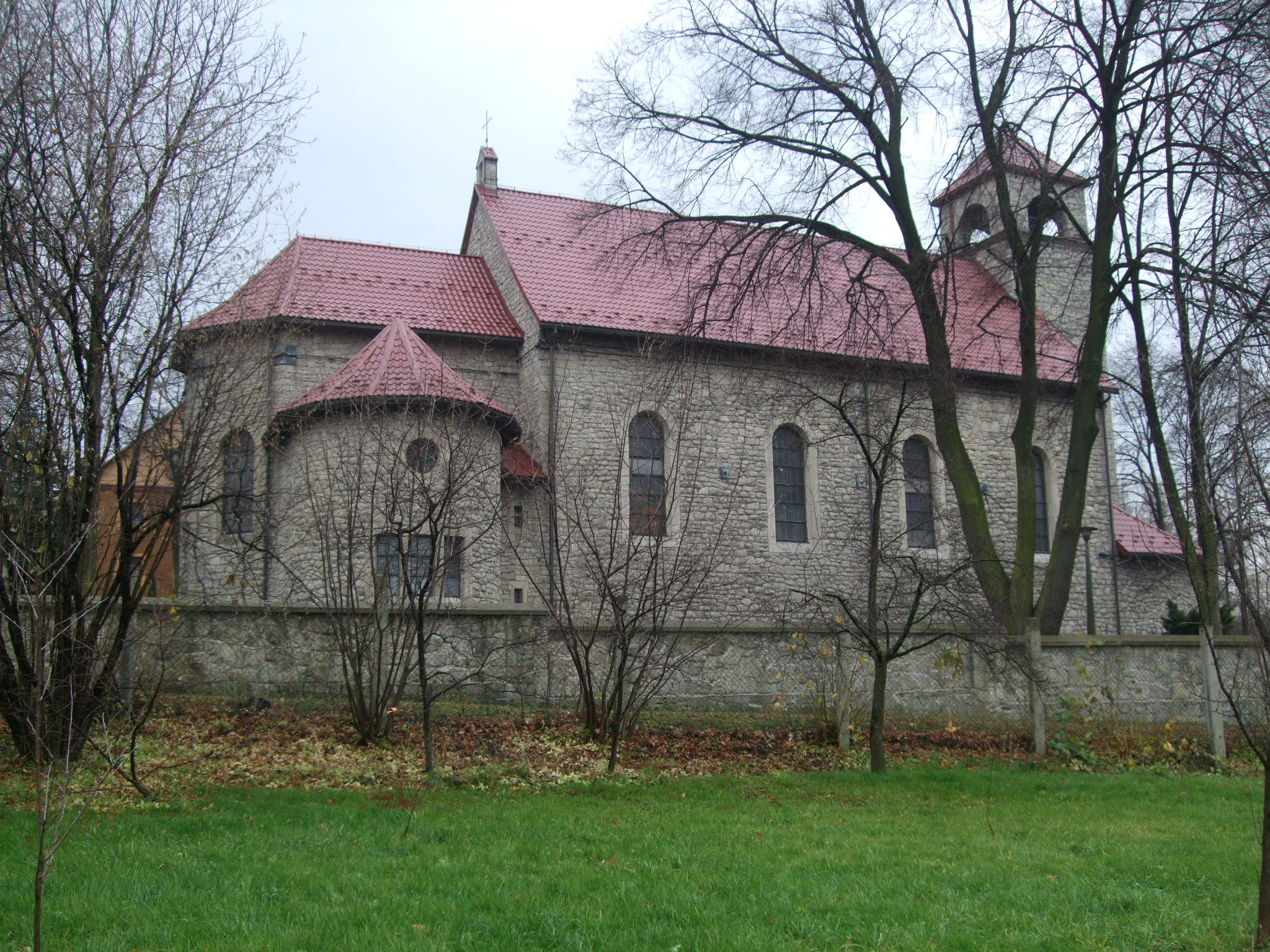
Kościół parafialny w Jaworznie-Byczynie – widok od tyłu

Parafia Najświętszego Serca Pana Jezusa w Jaworznie-Byczynie – rzymskokatolicka parafia, położona w dekanacie jaworznickim św. Wojciecha BM, diecezji sosnowieckiej, metropolii częstochowskiej w Polsce. Została erygowana w 1933 roku.
Od 15 sierpnia 2004 roku proboszczem parafii jest ks. Jerzy Dębski.